# 五芒星

五芒星

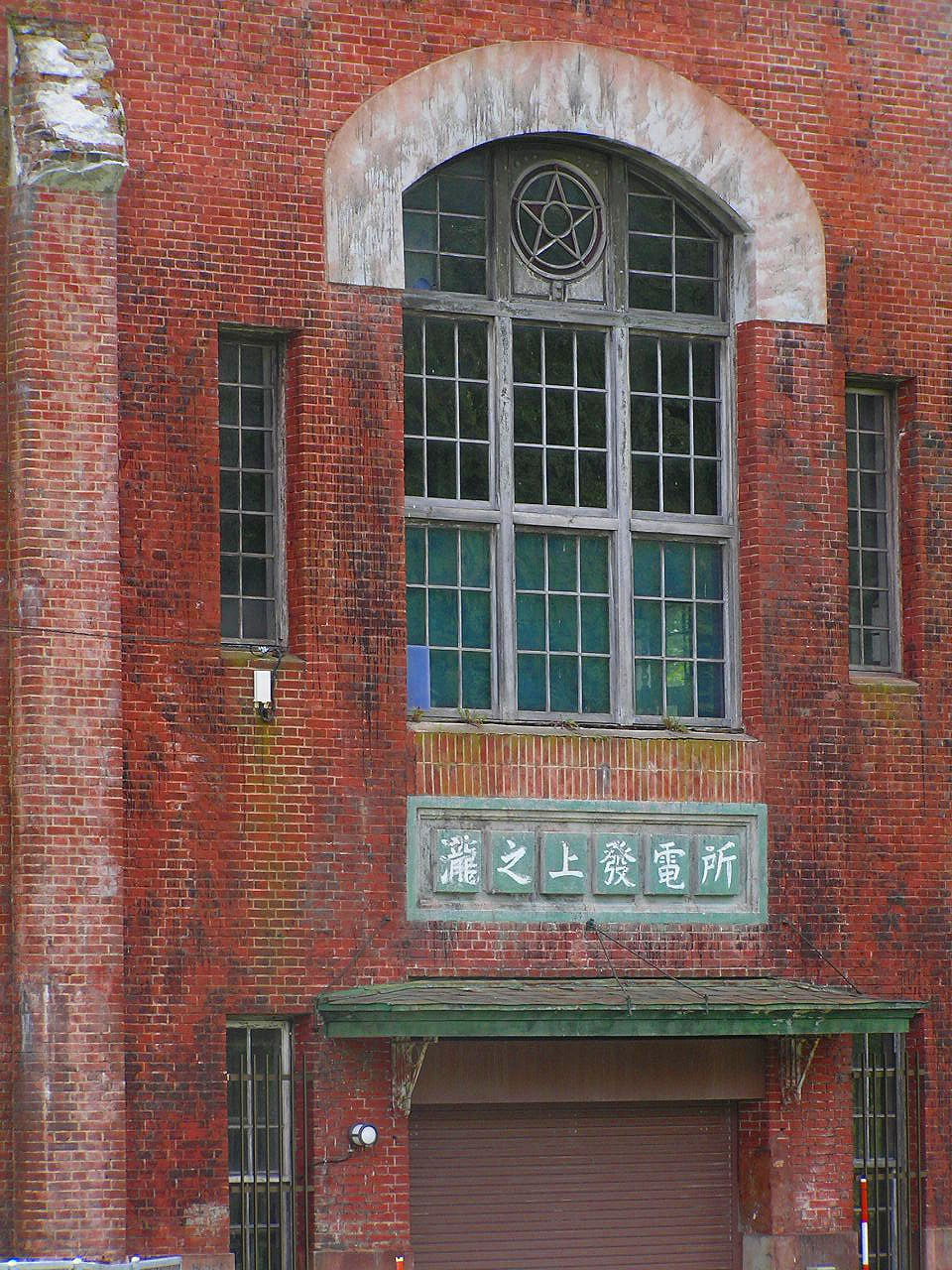
使用例: ラウンドトップの窓に五芒星がデザインされた北炭滝之上水力発電所

五芒星（ごぼうせい、英語：pentagram）とは、5つの角を持つ星型多角形のうち、互いに交差する長さの等しい5本の線分で構成され、中心に五角形が現れる図形である。ペンタグラム、五線星とも呼ばれ、幾何学上では星型五角形ともいう。
これに対し、中心に五角形が現れない5角の星型のことは（つまり輪郭だけの「☆」やシルエットとしての「★」は）五稜星、五光星、五角星（英: five-pointed star）または単に星じるし、星型、星章などと呼ぶことが多い。ただし両者の呼び名は混同されていることがある。
五芒星は5つの要素を並列的に図案化できる図形として、洋の東西を問わず使われてきた。世界中で魔術の記号とされ、守護に用いることもあれば、サタニズムに見られるように上下を逆向きにして悪魔の象徴とすることもある。悪魔の象徴としてとらえる際には、デビルスターと呼ばれることもある。

## 幾何学的性質
五芒星は星型正多角形の一種であり、正5/2角形ということができる。正五角形に内接し、対称的である。一筆書きが可能である。

### 描き方
五芒星を描く向きには、右上の図のように1角が上を向くようにする方法と、これを36度回転させて得られる、2角が上を向くようにする方法の2通りが良く見られる。しばしば、前者が「上向き」、後者が「下向き」と呼ばれる。
いずれを用いるかは歴史的には一定していない。なお、近年では上向きの方が多く用いられる。また描き順には文化的な意味が割り当てられている。

### 黄金比
図において、青の線分と赤の線分の長さの比、同じく緑と青の比、紫と緑の比は一定の値 {\displaystyle 1:{\frac {1+{\sqrt {5}}}{2}}=1:1.618\cdots } を取る。これは黄金比と等しい。
古くから黄金比で構成されている図形は美しいとされており、単純ながらも黄金比を数多く含む五芒星は美しい図形の代表格とされた。

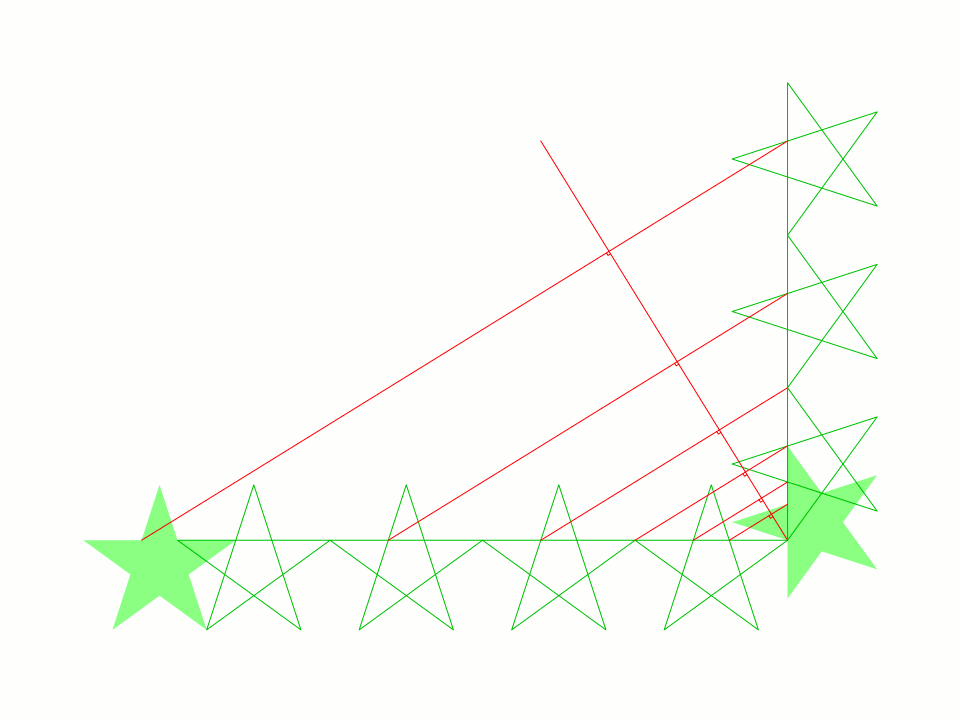
五芒星の線分の組み合わせから様々な規模での黄金比が生じることを平行線で表した図
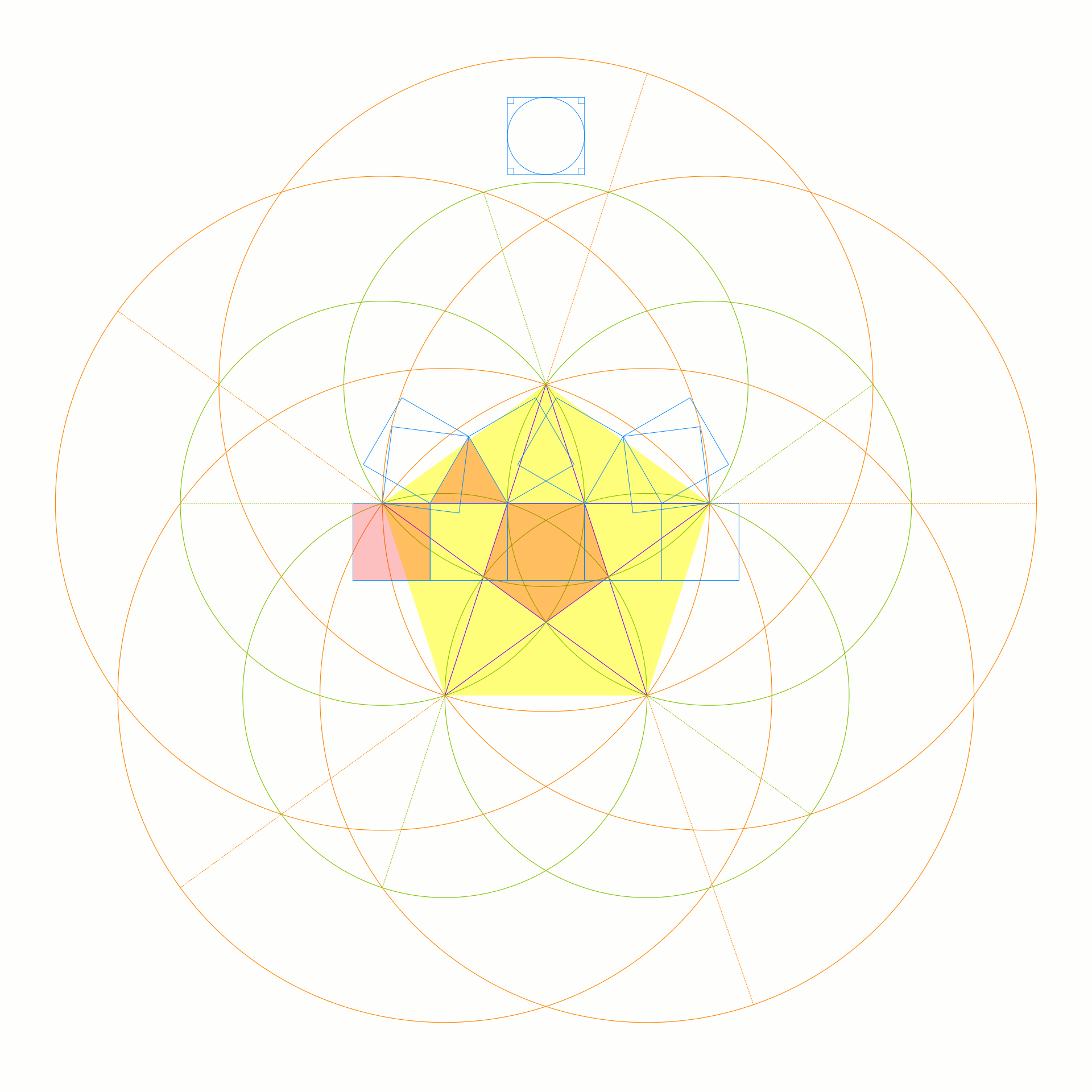
互いに合同な正方形を活用して黄金比の線分を作り出せることを示した図。図中では同じ長さの辺を持つ正三角形・正四角形（正方形）・正五角形も示されている。
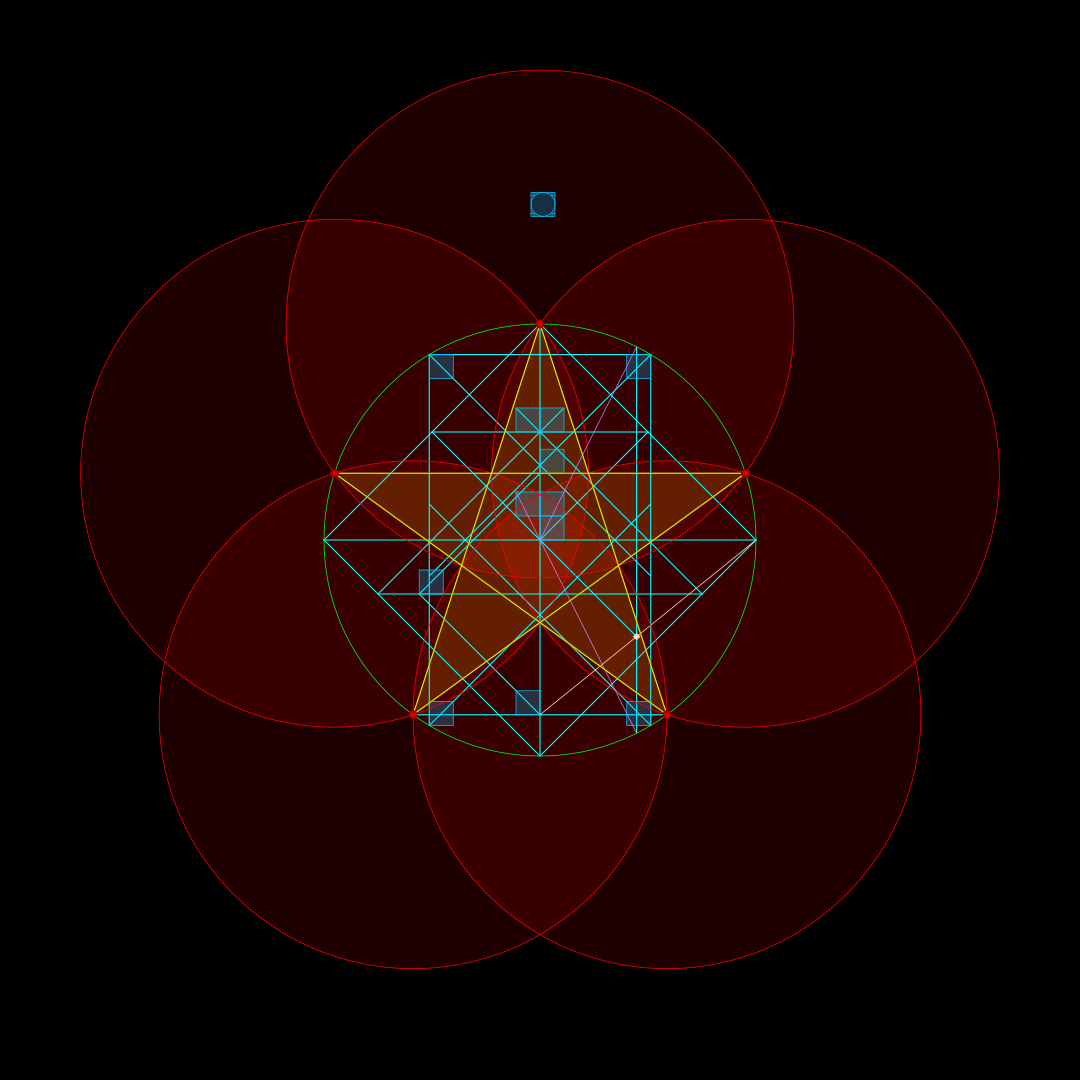
幾何学的に中心明示なき正円（緑）への内接五芒星（黄）を円や円弧の追加なく互いに合同な正方形（青）を活用して作成できることを示した図。（赤の正円は当該五芒星の成立を示すためのもの）
正方形（青）を活用して中心が明示されていない正円(緑)に内接する五芒星(黄)を描く例
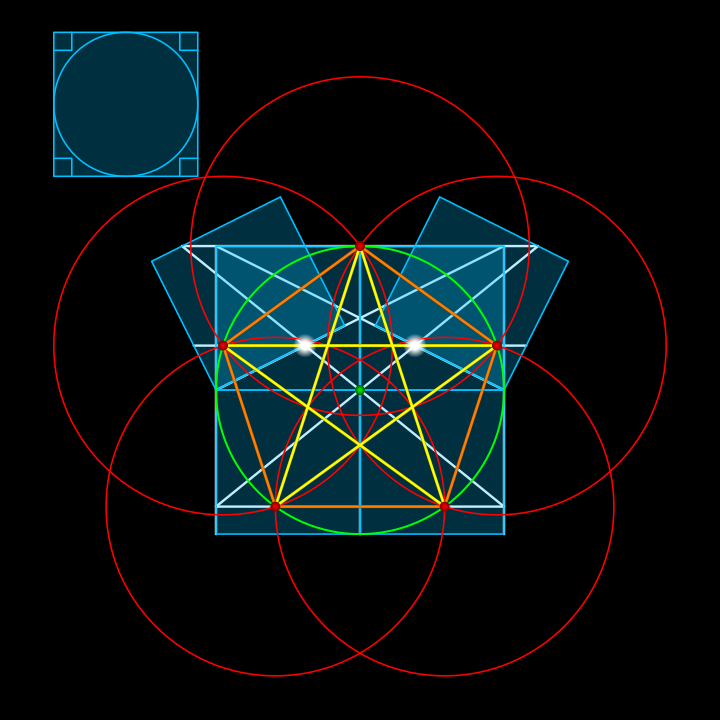
正円（緑）の半径と同じ長さの辺を持つ正方形（青）を活用した正五角形（橙）や五芒星（黄）の描き方の例（赤の円は描き上げ後の検証のためのもの）
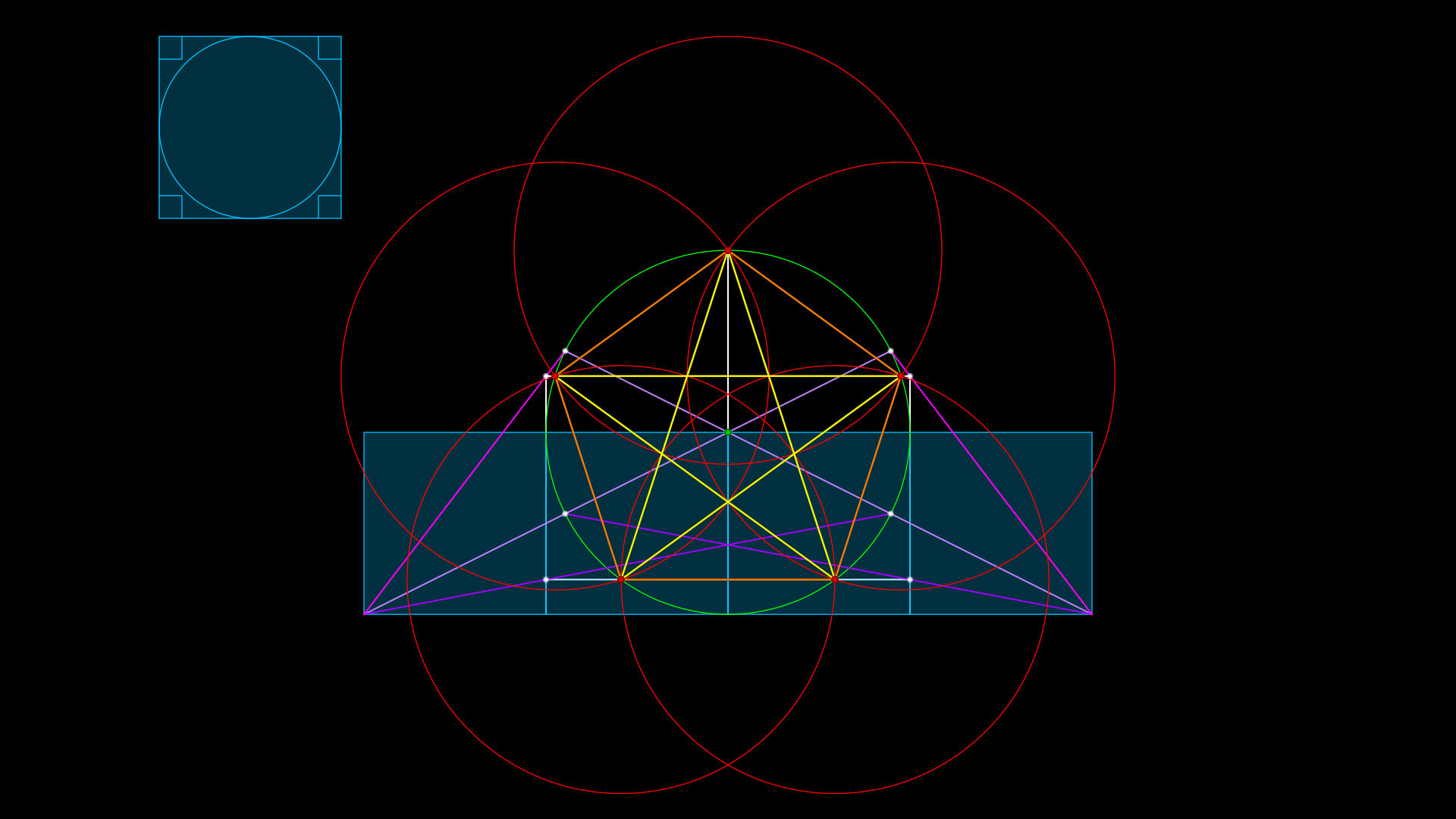
正円半径と同じ長さの辺の正方形を活用した内接正五角形（五芒星）の描き方の一例（赤の円は描き上げ後の検証のためのもの）

## 用例

### 古代西洋
歴史的に確認されているもっとも古い五芒星の用法は、紀元前3000年頃のメソポタミアの書物である。シュメール人はこれをUB（ウブ）と呼んだ。さらに下向き五芒星を「角・小さな空間・穴」などの意味を表す絵文字とする。エジプトでは子宮を表させていたことから性的意味合いがあるとも言われている。バビロニアでは、図形の各側面に前後左右と上の各方向を割り当て、それぞれ木星・水星・火星・土星、そして上に地母神イシュタルの現れとされた金星を対応させた。五芒星に五惑星を対応させる考え方は、後のヨーロッパにも見受けられる。
また、火・水・風・土の四大元素に霊を加えた5つのエレメントにもそれぞれの頂点が対応させられ、それは現在でも魔法などのシンボリズムに使われている。

### 陰陽道と安倍晴明の桔梗印
五芒星は、陰陽道では魔除けの呪符として伝えられている。印にこめられたその意味は、陰陽道の基本概念となった陰陽五行説、木・火・土・金・水の5つの元素の働きの相克を表したものであり、五芒星はあらゆる魔除けの呪符として重宝された。
日本の平安時代の陰陽師、安倍晴明は五行の象徴として、五芒星の紋を用いた。「安倍晴明判（あべのせいめいばん）」や「晴明九字（せいめいくじ）」とも言い、キキョウの花を図案化した桔梗紋の変形として、「晴明桔梗（せいめいききょう）」とも言う。家紋として現在使用されているものの多くは、桔梗紋の清明桔梗と見られ、現在も晴明神社の神紋などに見ることができる（セーマンドーマンも参照）。

安倍晴明判
桔梗紋「晴明桔梗」

幕末・明治時代に活躍した会津の易師中川万之丞の『呪法』に、修験道の九字護身法、五芒星の記述がある。奥羽越列藩同盟の軍旗。修験道の呪法、災厄除けの護符にも五芒星が描かれている。

### 旧日本陸軍

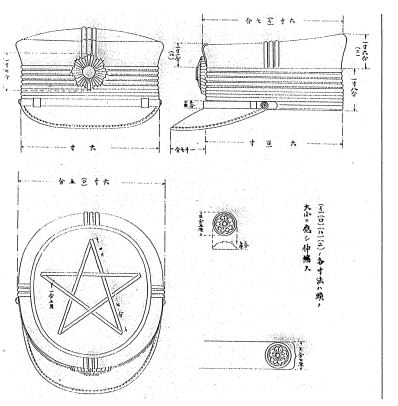
「陸軍服制」（明治33年勅令第364号）

明治の最初期から昭和の太平洋戦争直前まで、旧日本陸軍の将校准士官が正装・礼装時に着用する正衣（大礼服）の正帽の天井には、金線（銀線）で五芒星が刺繍されていた。また陸軍軍属においても、親任官以下全ての陸軍軍属が着用する軍属従軍服（軍属服）では、五芒星を模した臂章が制式（昭和18年制）であったほか、平服着用時に佩用するバッジ型（七宝製）の徽章でも五芒星が使われていた。その起源や意味についてははっきりしない。桜花の萼（がく）の形を模しているとも、弾除け（多魔除け）の意味をかついで採用されていたとも言われている。一説には西周が導入したとも言われる。（注:旧日本陸軍の多用した、中の五角形のない「星章」とは別。）

### デザインにおける五芒星
長崎市の市章は五芒星を元にしている。また、エチオピアやモロッコの国旗には五芒星が採用されている。
五芒星もしくは星形を国旗として採用している国家は、国際連合加盟国の約4分の1にのぼる。
フリーメイソンでは各ロッジに中央に「G」の文字を配した五芒星のエンブレムを掲げている。メイソンの五芒星はグノーシス・重力・天才・生殖・幾何のメイソン思想を意味する図形と説かれている。

## 符号位置
Unicode 6.0 から導入された。
| 記号 | Unicode | JIS X 0213 | 文字参照         | 名称                                             |
| ---- | ------- | ---------- | ---------------- | ------------------------------------------------ |
| ⛤    | U+26E4  | -          | &#x26E4; &#9956; | 五芒星 Pentagram                                 |
| ⛥    | U+26E5  | -          | &#x26E5; &#9957; | 右手書き五芒星 RIGHT-HANDED INTERLACED PENTAGRAM |
| ⛦    | U+26E6  | -          | &#x26E6; &#9958; | 左手書き五芒星 LEFT-HANDED INTERLACED PENTAGRAM  |
| ⛧    | U+26E7  | -          | &#x26E7; &#9959; | 逆五芒星 INVERTED PENTAGRAM                      |